# Noggin
Noggin a fost o marcă de edutainment lansată la 2 februarie 1999. A fost cofondată de MTV Networks (proprietar al Nickelodeon) și Sesame Workshop. A început ca un canal de televiziune prin cablu și un site web, ambele concentrate pe conceptele de imaginație, creativitate și educație. Din 2015, Noggin a fost un serviciu de streaming. 
În primii trei ani ai lui Noggin, a fost destinat în principal preadolescenților și adolescenților. Unul din scopurile lui Noggin a fost să respingă ideea că "programele educative nu sunt destul de distractive ca să atragă preadolescenții și tinerii adulți." A difuzat seriale pentru preșcolari dimineața și și-a dedicat restul grilei sale de programe serialelor pentru preadolescenți și adolescenți. În aprilie 2002, Noggin și-a extins blocul de programe pentru preșcolari până la 12 ore, transmis zilnic de la 6 a.m. până la 6 p.m., iar blocul pentru adolescenți s-a transmis de la 6 p.m. până la 6 a.m. Blocului pentru adolescenți i s-a dat un nou nume, "The N," ca să se diferențieze de blocul pentru preșcolari. Programele originale pentru vârste mai mari ale Noggin au fost difuzate exclusiv în timpul lui The N din 2002 încoace.
Sesame Workshop și-a vândut eventual participarea în Noggin la Viacom in august 2002, dar a continuat să coproducă seriale pentru Noggin până în 2009. Canalul original Noggin s-a închis pe 28 septembrie 2009, iar marca a fost latentă până în 2015, când s-a anunțat că Noggin o să revină ca un serviciu de streaming pe mobil. Serviciul s-a lansat pe 5 martie 2015. Din 2020, serviciul de streaming Noggin și- produs propriile sale programe exclusive.
Pe 15 februarie 2024, Paramount Global a anunțat că Noggin o să fie închis în următoarele luni datorită utilizării reduse. Personalul Noggin a fost concediat la scurt timp după acest anunț. Librăria Noggin a fost mutată la Paramount+.